# Gallery Place (Metro de Washington)
Gallery Place es una estación subterránea en las líneas Roja, Amarilla y Verde, administrada por la Autoridad de Tránsito del Área Metropolitana de Washington. La estación se encuentra localizada en 630 H Street NW en Washington D. C.. La estación Gallery Place fue inaugurada el 15 de diciembre de 1976. 

## Descripción
La estación Gallery Place cuenta con 1 plataforma central y 2 plataformas laterales. La estación no tiene ningún espacio para bicicletas.

## Ubicación
La estación se encuentra ubicada en la Séptima Calle y las calles F, 7 y H, y las calles 9 y G. El único elevador de la estación está al norte a nivel de calle en la Calle F en el lado oeste de la Séptima Calle.

## Conexiones
Metrobus
DC Circulator

## Lugares de interés
- Iglesia Bautista del Calvario
- Ford's Theater
- International Spy Museum
- J. Edgar Hoover Building (sede del FBI)
- Martin Luther King Jr. Memorial Library (sede de la Biblioteca Pública de DC)
- National Building Museum
- National Law Enforcement Officers Memorial
- National Portrait Gallery
- Smithsonian American Art Museum
- Verizon Center (sede de los Washington Wizards, Washington Capitals, Washington Mystics y Georgetown Hoyas)
- Washington Convention Center
- Woolly Mammoth Theatre Company